# The Magnetic Fields
The Magnetic Fields (в переводе с англ. — «Магнитные поля») — американская экспериментальная инди-группа, основаная в 1989 году в Бостоне, штат Массачусетс. В первые годы своего существования она фактически была сольным проектом Стефина Мерритта, но затем оформилась в более традиционную музыкальную группу с меняющимся исполнительским составом. Мерритт — автор песен и лидер группы, её основной вокалист, инструменталист, продюсер и неизменный участник. Наибольшую известность и признание ей принёс выпущенный в 1999 году тройной концептуальный альбом 69 Love Songs.
Своё название The Magnetic Fields получила в честь одноимённой книги Андре Бретона и Филиппа Супо.

## История
Во время учёбы в старшей школе в середине 1980-х Стефин Мерритт и Клаудия Гонсон сформировали группу The Zinnias, где Мерритт играл на гитаре, а Гонсон — на барабанах. После окончания школы Гонсон поступила в Колумбийский университет и уехала из Бостона, Мерритт же запустил непродолжительный студийный проект под названием Buffalo Rome вместе с Ширли Симмс. В 1988 году Гонсон перевелась в Гарвард и попыталась уговорить Мерритта на создание новой живой группы, но тот сначала отказался, так как не хотел играть живую музыку. Тогда Гонсон собрала The Magnetic Fields, и они стали исполнять песни Мерритта без его участия. Вскоре Мерритт присоединился к коллективу и возглавил его. Их первое живое выступление состоялось в 1991 году в городе Кембридже, штат Массачусетс, в клубе TT the Bear's Place, где они по ошибке были представлены как Magnetophone — в том году этот псевдоним некоторое время использовали участники кембриджской рок-группы Galaxie 500.
Дебютный альбом Distant Plastic Trees и сингл «100,000 Fireflies» были выпущены Стефином Мерриттом в феврале того же года с участием вокалистки Сьюзан Энуэй. Она солировала и на втором альбоме, изданным через год The Wayward Bus, но затем ушла из проекта, и Мерритт взял на себя обязанности основного вокалиста. К этому времени The Magnetic Fields перебрались из Бостона в Нью-Йорк, где стали устоявшейся группой, регулярно выпускавшей пластинки и дававшей концерты. В 1994 году они подписали контракт с инди-лейблом Merge Records, на котором вышел их третий лонг-плей The Charm of the Highway Strip — на нём впервые в большинстве треков звучал баритон Мерритта. В том же году предыдущий лейбл группы Feel Good All Over с задержкой выпустил записанный годом ранее альбом Holiday. За несколько месяцев до выхода следующего студийного альбома Get Lost (1995) газета «Нью-Йорк таймс» писала о группе: «The Magnetic Fields провели семинар о значении по́па. Воодушевлённость музыки компенсировала мрачность выводов. …непохоже, что в ближайшее время Стефин Мерритт начнёт писать джинглы для [хит-парада] „Топ 40“». При этом отмечалось, что лирика Мерритта, продиктованная его личным опытом, нередко затрагивала тему сексуальной идентичности.
В сентябре 1999 года вышел тройной концептуальный альбом 69 Love Songs, ставший наиболее популярной и продаваемой пластинкой группы. Он отличался необычными музыкальными аранжировками и впечатляющем количеством представленного материала. В его записи были задействованы укулеле, банджо, аккордеон, виолончель, мандолина, фортепиано, флейта, ксилофон, различные перкуссионные инструменты и традиционные для группы синтезаторы и спецэффекты. Кроме того, в нём отметились писатель Дэниэл Хэндлер и участник проекта  Future Bible Heroes Кристофер Юэн. Альбом получил положительный отклик не только от фанатов, но и от критиков, а британский музыкант Питер Гэбриел записал кавер-саундтрек на композицию «The Book of Love» для романтической комедии «Давайте потанцуем».
После ещё одного длительного перерыва The Magnetic Fields вернулись со студийным альбомом i, вышедшим на новом лейбле группы Nonesuch Records в 2004 году. Каждый его трек начинается с местоимения «I» (с англ. — «я») и расположен в алфавитном порядке, при этом все песни звучат в исполнении Мерритта. Наряду с последовавшими в 2008 и 2010 годах альбомами Distortion и Realism, он вошёл в так называемую «no synth trilogy» (дословно — «трилогия без синтезатора») — вместо более характерного для себя электронного звучания группа обратилась к таким жанрам, как акустический рок, нойз-поп и фолк. В 2010 году на кинофестивалях также дебютировал посвящённый группе документальный фильм «Загадочная сила: Стефин Мерритт и The Magnetic Fields», съёмки которого длились более десяти лет. Картина повествует о формировании The Magnetic Fields, дружбе Стефина Мерритта с Клаудией Гонсон, создании альбомов группы и переезде Мерритта из Нью-Йорка в Калифорнию. Она получила приз Большого жюри на кинофестивале «Аутфест» за лучший полнометражный документальный фильм.
Для выпуска десятого лонг-плея Love at the Bottom of the Sea в 2012 году группа вернулась к своему прежнему лейблу Merge, а кроме того — к прежнему звучанию. Мерритт признавался, что «был очень счастлив использовать синтезаторы так, как не делал этого раньше. Большинство синтезаторов, [записанных] на пластинке, не существовало, когда мы пользовались синтезаторами в последний раз». Особое внимание привлёк сингл «Andrew in Drag», который можно было услышать в эфирах CBS News и на музыкальной передаче NPR All Songs Considered, и чьё звучание приравнивали к композициям на именитом 69 Love Songs. В 2017 году группа выпустила альбом 50 Song Memoir, который, согласно Мерритту, был задуман как отражение первых пятидесяти лет его жизни на Земле, а также пятидесяти инструментов, задействованных в записи альбома. Следующий и последний студийный релиз группы, Quickies, увидел свет в 2020 году в виде пяти мини-альбомов. На них фигурируют треки длительностью от 12 секунд до двух с половиной минут, на что Мерритта вдохновили ультракороткие рассказы писательницы Лидии Дэвис и его собственный опыт работы над сборником стихов о самых коротких словах, которые можно выложить в игре скрэббл, «101 слово из двух букв» (101 Two-Letter Words).
В сентябре 2021 года умерла первая вокалистка группы Сьюзан Энуэй.

## Участники

### Официальный состав
- Стефин Мерритт[англ.] — гитара, клавишные, укулеле, бас-гитара, драм-машина, перкуссия, прочие инструменты, вокал
- Клаудия Гонсон[англ.] — фортепиано, барабаны, перкуссия, клавишные, вокал, менеджмент группы
- Сэм Дэвол[англ.] — виолончель, флейта
- Джон Ву (англ. John Woo) — гитара, банджо
- Ширли Симмс[англ.] — автоарфа, укулеле, вокал

### Другие участники
Среди нынешних и бывших участников коллектива — вокалисты Сьюзан Энуэй (Susan Anway), Дадли Клют, Нелл Берам (Nell Beram) и Л. Д. Бегтол, инструменталисты Энтони Качински (Anthony Kaczynski), Джонни Блад (Johnny Blood), Квинс Маркум (Quince Marcum) и Кристофер Юэн (Christopher Ewen), писатель и музыкант Дэниел Хэндлер (он же Лемони Сникет), звукорежиссёр и музыкальный продюсер Чарльз Ньюман, инструменталист и вокалист Пинки Вайцман (Pinky Weitzman).

## Дискография

### Студийные альбомы
| Год                                       | Название                       | Формат | Лейбл              | Позиция в Billboard 200 | Продажи   |
| ----------------------------------------- | ------------------------------ | ------ | ------------------ | ----------------------- | --------- |
| 1991                                      | Distant Plastic Trees          | LP     | Red Flame          | —                       |           |
| 1992                                      | The Wayward Bus                | LP     | PoPuP              | —                       |           |
| 1992                                      | The House of Tomorrow          | EP     | Feel Good All Over | —                       |           |
| 1994                                      | The Charm of the Highway Strip | LP     | Merge              | —                       |           |
| 1994                                      | Holiday                        | LP     | Feel Good All Over | —                       |           |
| 1995                                      | Get Lost                       | LP     | Merge              | —                       |           |
| 1999                                      | 69 Love Songs                  | LP     | Merge              | —                       | : 203 000 |
| 2004                                      | i                              | LP     | Nonesuch           | 152                     | : 63 000  |
| 2008                                      | Distortion                     | LP     | Nonesuch           | 77                      |           |
| 2010                                      | Realism                        | LP     | Nonesuch           | 110                     |           |
| 2012                                      | Love at the Bottom of the Sea  | LP     | Merge              | 89                      |           |
| 2017                                      | 50 Song Memoir                 | LP     | Nonesuch           | —                       |           |
| 2020                                      | Quickies                       | 5xEP   | Nonesuch           | —                       |           |
| «—» означает, что альбом не попал в чарт. |                                |        |                    |                         |           |

### Синглы
| Год                                                           | Название                           | Формат | Сторона «Б»                                | Лейбл    |
| ------------------------------------------------------------- | ---------------------------------- | ------ | ------------------------------------------ | -------- |
| 1991                                                          | «100,000 Fireflies»                | 7"     | «Old Orchard Beach»                        | Harriet  |
| 1992                                                          | «Long Vermont Roads»               | 7"     | «Alien Being», «Beach-a-Boop-Boop»         | Harriet  |
| 1995                                                          | «All the Umbrellas in London»      | 7"     | «Rats in the Garbage of the Western World» | Merge    |
| 1995                                                          | «Why I Cry»                        | 7"     | «The Man Amplifier»                        | Motorway |
| 1998                                                          | «I Don’t Believe You»              | 7"     | «When I’m Not Looking, You’re Not There»   | Merge    |
| 2004                                                          | «I Thought You Were My Boyfriend»  | —      | н/д                                        | Nonesuch |
| 2007                                                          | «California Girls»                 | AAC    | н/д                                        | Nonesuch |
| 2008                                                          | «Three-Way»                        | —      | н/д                                        | Nonesuch |
| 2008                                                          | «Please Stop Dancing»              | —      | н/д                                        | Nonesuch |
| 2012                                                          | «Andrew in Drag»                   | 7"     | «When Next I Fall in Love»                 | Merge    |
| 2012                                                          | «Quick!»                           | —      | н/д                                        | Domino   |
| 2017                                                          | «'81: How To Play The Synthesizer» | —      | н/д                                        | Nonesuch |
| 2017                                                          | «'83: Foxx And I»                  | —      | н/д                                        | Nonesuch |
| 2020                                                          | «The Day The Politicians Died»     | —      | н/д                                        | Nonesuch |
| «—» означает, что сингл вышел в нескольких цифровых форматах. |                                    |        |                                            |          |

### Сборники
- The Wayward Bus / Distant Plastic Trees (1995, Merge Records)
- Welcome To The Magnetic Fields (2007, Domino Records)